# 152 mm haubicoarmata 2A65 Msta-B
2A65 Msta-B – współczesna, holowana haubicoarmata polowa. Skonstruowana w drugiej połowie lat 80.
2A65 ma identyczne parametry balistyczne jak działo 2A64 instalowana w działach samobieżnych 2S19 Msta-S. Zasilana jest także tym samym rodzajem amunicji. Z 2A65 można wystrzeliwać skonstruowane dla tego działa granaty artyleryjskie odłamkowo burzące o donośności 24 km (masa 42,86 kg), odłamkowo-burzące z gazogeneratorem o zasięgu 29 km, radiozakłócające, kasetowe (zawierające 42 podpociski kumulacyjno-odłamkowe), 30F39 Krasnopol (samonaprowadzające się na cel podświetlony laserem), chemiczne (wycofane z uzbrojenia) i jądrowe (prawdopodobnie wycofane z uzbrojenia). Z działa można wystrzeliwać także granaty starszych typów.
2A65 ma łoże dolne z dwoma ogonami i dwa koła jezdne. Lufa o długości ok. 40 kalibrów jest zakończona trójkomorowym hamulcem wylotowym. Koła resorowane, w położeniu bojowym haubicoarmata spoczywa na opuszczanej platformie. Przejście z położenia bojowego w marszowe zajmuje 2 do 2,5 minuty.